# Бріджа Ларсон
Бріджа Ларсон  (англ. Breeja Larson, 16 квітня 1992) — американська плавчиня, олімпійська чемпіонка.

## Виступи на Олімпіадах
| Олімпіада   | Дисципліна                    | Місце |
| ----------- | ----------------------------- | ----- |
| Лондон 2012 | плавання на 100 метрів брасом | 6     |
| Лондон 2012 | комплексна естафета 4 × 100   | 1     |

## Зовнішні посилання
- Досьє на sport.references.com [Архівовано 15 грудня 2012 у Wayback Machine.]